# 慕尼黑交鋒
《慕尼黑交鋒》（英語：Munich – The Edge of War）是一部2021年英國歷史劇情電影，改編自英國作家羅伯特·哈里斯著於2017年的同名小說，由德國導演克里斯蒂安·施沃霍夫執導，本·鮑爾編劇。主演謝洛美·艾朗斯飾演前英國首相內維爾·張伯倫，其他演員包括喬治·麥凱、杰尼斯·紐沃納、桑德拉·惠勒、麗芙·麗莎·弗里斯、奥古斯特·迪赫、艾琳·多爾蒂、安吉丽·莫辛德拉、馬丁·烏特克等，內容主要環繞1938年《慕尼黑協定》的簽署過程。 
本片2021年10月13日登上倫敦影展首映，2022年1月21日上線Netflix。

## 演員
- 謝洛美·艾朗斯飾演內維爾·張伯倫
- 喬治·麥凱飾演休·萊加特（Hugh Legat）
- 杰尼斯·紐沃納（英语：Jannis Niewöhner）飾演保羅·馮·哈德曼（Paul von Hartmann）
- 桑德拉·惠勒飾演海倫·溫特（Helen Winter）
- 麗芙·麗莎·弗里斯飾演蓮雅（Lenya）
- 奥古斯特·迪赫飾演法蘭茲·紹爾（Franz Sauer）
- 安吉丽·莫辛德拉飾演瓊安（Joan）
- 馬丁·烏特克（英语：Martin Wuttke）飾演阿道夫·希特拉
- 馬丁·基弗（德语：Martin Kiefer）飾演海因里希·希姆萊
- 羅伯特·巴瑟斯特[3]飾演內維爾·韓德森爵士

## 製作
2020年11月，劇組宣佈謝洛美·艾朗斯、喬治·麥凱、杰尼斯·紐沃納、桑德拉·惠勒、麗芙·麗莎·弗里斯、奥古斯特·迪赫、艾琳·多爾蒂、馬丁·烏特克8位演員將會出演，並由克里斯蒂安·施沃霍夫執導，劇本由本·鮑爾以羅伯特·哈里斯的2017年小說《慕尼黑》為原型改編，以及由Netflix發行。 
電影的主體拍攝於2020年11月開始。拍攝地點包括德國慕尼黑、柏林和波茨坦。 

## 外部連結
- 官方网站
- 互联网电影数据库（IMDb）上《慕尼黑交鋒》的资料（英文）

#invoke:NavboxV2